# Wes Streeting
Wesley Paul William Streeting (ur. 21 stycznia 1983 w Londynie) – brytyjski polityk, działacz społeczny, członek Partii Pracy, od 2024 minister zdrowia i opieki społecznej. Poseł do Izby Gmin od 2015. Z wykształcenia historyk.

## Życiorys

### Młodość, wykształcenie i wczesna działalność
Jest dzieckiem nastoletnich rodziców. Wychowywał się w mieszkaniu socjalnym w londyńskiej dzielnicy Stepney. Jego dziadkowie od strony matki, odbywali kary pozbawienia wolności. Dziadek, skazany m.in. za udział w rozboju i włamaniu, znał dobrze braci Kray (przywódców jednego z londyńskich gangów), zaś babcia podczas pobytu w więzieniu Holloway poznała Christine Keeler – znaną ze swego udziału w aferze Profumo.
W 2001, dzięki uzyskanemu stypendium, rozpoczął studia historyczne w Selwyn College, na Uniwersytecie w Cambridge. Stał się pierwszą osobą w swojej rodzinie, która uzyskała wyższe wykształcenie. W roku akademickim 2004/05 przewodniczył samorządowi studentów tego uniwersytetu (Cambridge University Students' Union), zaś w latach 2008–2010 był prezesem Krajowego Związku Studentów (National Union of Students). Następnie, przez 18 miesięcy kierował wydziałem ds. edukacji organizacji Stonewall (działającej na rzecz osób LGBT). Był również dyrektorem Fundacji Heleny Kennedy, której celem jest umożliwienie podjęcia i ukończenia wyższych studiów przez osoby niezamożne. Pracował też w think tanku związanym z Partią Pracy oraz jako konsultant ds. sektora publicznego w PricewaterhouseCoopers.

### Działalność polityczna
Należy do Partii Pracy od czasu studiów. Wystąpił z niej na krótko w 2003, protestując w ten sposób przeciwko decyzji premiera Tony’ego Blaira o udziale Wielkiej Brytanii w wojnie w Iraku. 
W wyborach uzupełniających w 2010 z powodzeniem ubiegał się o mandat radnego londyńskiej gminy Redbridge. W 2014 został ponownie wybrany w jej skład i pełnił w niej funkcję wiceprzewodniczącego.
W 2015 po raz pierwszy został wybrany do Izby Gmin z okręgu Ilford North. Uzyskiwał w nim reelekcje w kolejnych wyborach w 2017, 2019 i 2024. Od 2015 do 2019 był członkiem komisji skarbu niższej izby Parlamentu, gdzie opowiadał się m.in. za opodatkowaniem dochodów kapitałowych na takich samych zasadach jak pozostałych dochodów osobistych oraz za podwyższeniem podatku dochodowego od osób prawnych. Przed referendum w 2016, uczestniczył w kampanii na rzecz pozostania Zjednoczonego Królestwa w Unii Europejskiej. Następnie proponował wstrzymanie brexitu przez parlament i ponowne referendum w tej sprawie. W trakcie wyborów na stanowisko lidera Partii Pracy w 2015 i 2020, popierał kandydatury odpowiednio: Liz Kendall i Keira Starmera. 
Od kwietnia 2020 wchodził w skład gabinetu cieni utworzonego przez Starmera. Początkowo był, m.in. sekretarzem w ministerstwie skarbu i młodszym minister ds. szkolnictwa – zaś od 29 listopada 2021 pełnił funkcję ministra zdrowia i opieki społecznej. 
5 lipca 2024, z chwilą powstania gabinetu Keira Starmera, objął w nim stanowisko sprawowane uprzednio w gabinecie cieni.

### Życie prywatne
Jest gejem. Od 2013 pozostaje w związku z politykiem Partii Pracy Joe Dancey'em, który w wyborach parlamentarnych w 2024 bezskutecznie ubiegał się o mandat poselski z okręgu Stockton West.
W 2021 zdiagnozowano u niego raka nerki, z którego został wyleczony po operacji usunięcia nerki.
W 2023 wydane zostały jego wspomnienia: One Boy, Two Bills and a Fry Up: A Memoir of Growing Up and Getting On.
Mieszka w dzielnicy Barkingside, w Londynie.